# 富于道
富于道（法語：Pierre-Noël-Joseph Foucard；1830年12月24日—1889年3月31日），是天主教法國籍主教及巴黎外方傳教會會士。曾任前廣西宗座監牧區宗座監牧（1878年-1889年）。

## 生平
富于道出生於1830年12月24日，在法國中北部中央-盧瓦爾河谷大區盧瓦雷省的城市奧利韋。1856年5月17日，富于道在25歲時晉鐸。1859年，他在28歲時加入巴黎外方傳教會，並赴中國傳教。
1878年8月13日，富于道在47歲時獲時任教宗良十三世任命為前廣西宗座監牧區宗座監牧，領銜土耳其澤拉教區主教。1879年3月23日，富于道在貴州由貴州宗座代牧李萬美主教主禮晉牧。
富主教任內，在廣西上思縣設立主教座堂及小學堂。1881年，主禮為邵斯晉牧成為廣東宗座代牧
1889年3月31日，富于道主教在清朝廣西省上思去世，享年58歲。